# Abdulla Yameen
Abdulla Yameen Abdul Gayoom  (tiếng Dhivehi: އަބްދުﷲ ޔާމީން އަބްދުލް ގައްޔޫމް) là một chính khách Maldives thuộc Đảng Tiến bộ Maldives, đồng thời là Tổng thống thứ sáu của Maldives. Ông được bầu làm Tổng thống Maldives trong cuộc bầu cử và tái đắc cử trong cuộc bầu cử tháng 11 năm 2013, giành được hơn 51,3% số phiếu, ông Nasheed chỉ nhận được 48,6%. Ông sẽ kết thúc nhiệm kỳ vào ngày 17 tháng 11 năm 2018 sau thất bại của mình trong cuộc bầu cử tổng thống năm 2018, trong đó ông đã tìm cách giành được nhiệm kỳ 5 năm thứ hai.
Ông Yameen là anh em cùng cha khác mẹ với cựu Tổng thống Maumoon Abdul Gayoom, là một thành viên cấp cao trong đảng Tiến bộ Maldives của ông Gayoom.